# Mistrzostwa Polski Juniorów w Lekkoatletyce 2006
60. Mistrzostwa Polski juniorów w lekkoatletyce – zawody lekkoatletyczne dla sportowców do lat 20 organizowane pod egidą Polskiego Związku Lekkiej Atletyki, które odbywały się od 8 do 9 lipca 2006 w Słupsku.

## Rezultaty

### Mężczyźni
| Konkurencja:                    | 1. miejsce                                                                                         | Rezultat                        | 2. miejsce                                                                           | Rezultat    | 3. miejsce                                                                          | Rezultat    |
| Bieg na 100 m                   | Jacek Roszko KS Podlasie Białystok                                                                 | 10,57                           | Mateusz Pluta BKL Bełchatów                                                          | 10,60       | Jakub Lewandowicz LKS Lubusz Słubice                                                | 10,64       |
| Bieg na 200 m                   | Mateusz Pluta BKL Bełchatów                                                                        | 21,35 PB                        | Jakub Chrzanowski SL WKS Zawisza Bydgoszcz                                           | 21,61 PB    | Maciej Samborski AZS-AWF Kraków                                                     | 21,73       |
| Bieg na 400 m                   | Piotr Adamcewicz ZLKL Zielona Góra                                                                 | 47,76                           | Adam Burgiel MKL Szczecin                                                            | 47,95       | Grzegorz Sobiński MKLA Łęczyca                                                      | 48,51       |
| Bieg na 800 m                   | Marcin Lewandowski UKL Ósemka Police                                                               | 1:50,37                         | Mariusz Gmerek KS Stal Ostrów Wielkopolski                                           | 1:50,79     | Michał Staniszewski RLTL ZTE Radom                                                  | 1:51,12 PB  |
| Bieg na 1500 m                  | Marcin Lewandowski UKL Ósemka Police                                                               | 3:52,37                         | Artur Ostrowski TS Olimpia Poznań                                                    | 3:53,14 PB  | Arkadiusz Mostrąg SKB Kraśnik                                                       | 3:53,28     |
| Bieg na 3000 m                  | Łukasz Kujawski KS Żukowo                                                                          | 8:24,34                         | Damian Witkowski KS Warszawianka                                                     | 8:26,40 PB  | Dawid Szewczyk CKS Budowlani Częstochowa                                            | 8:27,74 PB  |
| Bieg na 5000 m                  | Dawid Szewczyk CKS Budowlani Częstochowa                                                           | 14:49,80 PB                     | Damian Witkowski KS Warszawianka                                                     | 14:51,16 SB | Karol Janicki MKS Juvenia Puszczykowo                                               | 14:52,41 PB |
| Bieg na 3000 m przez przeszkody | Kamil Krauze UKS MOSiR Działdowo                                                                   | 8:55,30 PB                      | Marcin Urbanowski LKS Zantyr Sztum                                                   | 9:02,49     | Piotr Dybaś ULKS Technik Trzcinica                                                  | 9:07,48 SB  |
| Bieg na 110 m przez płotki      | Artur Noga MKS-SMS Victoria Racibórz                                                               | 13,62 PB rekord Polski juniorów | Wojciech Jurkowski TS Olimpia Poznań                                                 | 13,82       | Dominik Bochenek ULKS Lipinki                                                       | 14,10 PB    |
| Bieg na 400 m przez płotki      | Jarosław Cichosz MLKS Baszta Bytów                                                                 | 53,39                           | Paweł Woźniak MLKS Olimpia Bytów                                                     | 54,18       | Przemysław Michalski MKLA Łęczyca                                                   | 54,40       |
| Sztafeta 4 × 100 m              | SL WKS Zawisza Bydgoszcz Jakub Chrzanowski Michał Świerczyński Radosław Kopecki Tomasz Brążkiewicz | 40,98 PB                        | LKS Lubusz Słubice Wojciech Sztabiński Marek Hudziak Mariusz Ignaś Jakub Lewandowicz | 41,20       | GKS Olimpia Grudziądz Marcin Chmura Łukasz Kozłowski Marcin Podbielski Karol Kleina | 41,58       |
| Sztafeta 4 × 400 m              | TS Olimpia Poznań Krzysztof Tylkowski Artur Ostrowski Wojciech Jurkowski Mateusz Gościniak         | 3:15,91 PB                      | AZS-UWM Olsztyn Bartosz Kniefel Mateusz Wroński Piotr Podolak Emil Gawryś            | 3:19,10     | KS Agros Zamość Kamil Tusiński Daniel Karwina Paweł Dubas Radosław Cieplak          | 3:20,79     |
| Skok w dal                      | Damian Szade TS Olimpia Poznań                                                                     | 7,42 PB                         | Cezary Leśniak MLKS Krajna Sępólno                                                   | 7,39 SB     | Michał Płomiński KL Lechia Gdańsk                                                   | 7,29        |
| Trójskok                        | Cezary Pierzchała MKS Juvenia Puszczykowo                                                          | 15,53 PB                        | Mariusz Lewandowski LKS Vectra Włocławek                                             | 15,28 PB    | Mateusz Kustra RMKS Rybnik                                                          | 15,13 SB    |
| Skok wzwyż                      | Łukasz Mróz KS Podlasie Białystok                                                                  | 2,15                            | Adam Jakubiak KS Orzeł Warszawa                                                      | 2,12        | Paweł Labut ULKS Technik Trzcinica                                                  | 2,08 =PB    |
| Skok o tyczce                   | Mateusz Didenkow KL Gdynia                                                                         | 5,20                            | Łukasz Michalski SL WKS Zawisza Bydgoszcz                                            | 5,10        | Łukasz Jurga AZS-AWFiS Gdańsk                                                       | 4,70        |
| Pchnięcie kulą                  | Łukasz Haratyk KS Sprint Bielsko-Biała                                                             | 18,51 PB                        | Piotr Radziwon KS Podlasie Białystok                                                 | 18,23       | Michał Lićwinko KS Podlasie Białystok                                               | 18,00       |
| Rzut dyskiem                    | Robert Urbanek MKLA Łęczyca                                                                        | 54,62                           | Radosław Ogonowski KS Wisła Puławy                                                   | 52,63       | Arkadiusz Milkiewicz KS Żak Wałcz                                                   | 52,49       |
| Rzut młotem                     | Michał Mossoń ULKS Zielony Dąb Żarów                                                               | 68,44 PB                        | Radosław Ogonowski KS Wisła Puławy                                                   | 66,71 PB    | Bartłomiej Molenda SL WKS Zawisza Bydgoszcz                                         | 64,48 PB    |
| Rzut oszczepem                  | Paweł Rakoczy AZS-AWFiS Gdańsk                                                                     | 72,36 PB                        | Cezary Hołubowicz LKS Hańcza Suwałki                                                 | 69,52 PB    | Karol Jakimowicz SKLA Słupsk                                                        | 67,93       |
| Chód na 10 000 m                | Rafał Sikora OTG Sokół Mielec                                                                      | 45:12,21                        | Maciej Kubiak UKS Zagórzanka-Korzeniowski.pl Rumia                                   | 45:31,07    | Paweł Łuniewski MKSŁ Konradia Gdańsk                                                | 46:29,47    |

### Kobiety
| Konkurencja:                  | 1. miejsce                                                                                        | Rezultat                        | 2. miejsce                                                                                          | Rezultat    | 3. miejsce                                                                     | Rezultat    |
| Bieg na 100 m                 | Marika Popowicz SL WKS Zawisza Bydgoszcz                                                          | 11,61 PB                        | Agnieszka Ceglarek TS Olimpia Poznań                                                                | 11,86 SB    | Paulina Siemieniako KS Podlasie Białystok                                      | 12,00 SB    |
| Bieg na 200 m                 | Marika Popowicz SL WKS Zawisza Bydgoszcz                                                          | 23,72                           | Ewelina Klocek WKS Śląsk Wrocław                                                                    | 24,09 PB    | Agnieszka Ceglarek TS Olimpia Poznań                                           | 24,69       |
| Bieg na 400 m                 | Tina Polak MOSiR-MKS Budomark Mysłowice                                                           | 54,34 PB                        | Edyta Madejewska SL WKS Zawisza Bydgoszcz                                                           | 55,83 PB    | Agata Bednarek MULKS-MOS Sieradz                                               | 55,92       |
| Bieg na 800 m                 | Agnieszka Sowińska KB Sporting Międzyzdroje                                                       | 2:08,76                         | Agata Dudek MMKS Kędzierzyn-Koźle                                                                   | 2:08,89 PB  | Monika Głuchowska WLKS Siedlce Iganie Nowe                                     | 2:09,11     |
| Bieg na 1500 m                | Monika Głuchowska WLKS Siedlce Iganie Nowe                                                        | 4:29,46                         | Magdalena Deptuła GKS Piast Gliwice                                                                 | 4:30,54     | Angelika Cichocka ULKS Talex Borzytuchom                                       | 4:32,04     |
| Bieg na 3000 m                | Izabela Trzaskalska MULKS Terespol                                                                | 9:42,06 PB                      | Angelika Przygódzka AZS-UWM Olsztyn                                                                 | 9:44,87 PB  | Monika Harasim AZS-UWM Olsztyn                                                 | 9:47,09 PB  |
| Bieg na 5000 m                | Izabela Trzaskalska MULKS Terespol                                                                | 17:05,89                        | Angelika Przygódzka AZS-UWM Olsztyn                                                                 | 17:10,15 PB | Daria Smolińska MLKS Ostróda                                                   | 17:20,57 PB |
| Bieg na 100 m przez płotki    | Monika Grabarek LKS Lubusz Słubice                                                                | 13,98 PB                        | Olimpia Nowak MUKS Kadet Rawicz                                                                     | 14,46 =PB   | Katarzyna Paluch Elite Cafe WKS Wawel Kraków                                   | 14,48       |
| Bieg na 400 m przez płotki    | Tina Polak MOSiR-MKS Budomark Mysłowice                                                           | 57,40 PB rekord Polski juniorek | Sandra Mazan AZS Łódź                                                                               | 58,72       | Katarzyna Janecka AZS-AWF Kraków                                               | 60,66 SB    |
| Bieg na 2000 m z przeszkodami | Sandra Michalak MKS-MOS Płomień Sosnowiec                                                         | 6:46,92                         | Ewa Gielec KKS Juventa Kobex Starachowice                                                           | 6:49,06     | Adrianna Palka MKS-MOSM Bytom                                                  | 6:49,19     |
| Sztafeta 4 × 100 m            | SL WKS Zawisza Bydgoszcz Malwina Wantoch-Rekowska Karolina Olszewska Edyta Madejewska Marta Janik | 47,09 PB                        | KS Podlasie Białystok Agnieszka Krajewska Katarzyna Głowacka Paulina Siemieniako Agnieszka Szamreta | 48,24       | MKS-MOS Wrocław Natalia Zubrzycka Katarzyna Szuba Aleksandra Rostek Ilona Bock | 48,40       |
| Sztafeta 4 × 400 m            | SL WKS Zawisza Bydgoszcz Malwina Wantoch-Rekowska Marika Popowicz Edyta Madejewska Marta Janik    | 3:46,91 PB                      | KS Cracovia Kamila Hayder Zuzanna Kazior Elżbieta Żądło Katarzyna Trzop                             | 3:55,98     | AZS Łódź Jagoda Skalska Agata Tomczyk Dagmara Sygdziak Sandra Mazan            | 3:57,24     |
| Skok w dal                    | Sandra Chukwu LKS Pomorze Stargard                                                                | 6,07                            | Monika Olkiewicz AZS-AWF Gorzów Wielkopolski                                                        | 5,77        | Agnieszka Cichowlas LKS Orkan Wlkp. Poznań                                     | 5,74 SB     |
| Trójskok                      | Sandra Chukwu LKS Pomorze Stargard                                                                | 12,91                           | Aleksandra Kaduszkiewicz Elite Cafe WKS Wawel Kraków                                                | 12,91 PB    | Monika Wolska KS Warszawianka                                                  | 12,51 PB    |
| Skok wzwyż                    | Urszula Domel LKS Hańcza Suwałki                                                                  | 1,78                            | Justyna Kasprzycka AZS-AWF Wrocław                                                                  | 1,78 =SB    | Katarzyna Przywara CWKS Resovia Rzeszów                                        | 1,74 PB     |
| Skok o tyczce                 | Sonia Grabowska KS Orzeł Warszawa                                                                 | 3,90 PB                         | Karmen Bunikowska AZS-AWFiS Gdańsk                                                                  | 3,80 PB     | Paulina Handzlik UKS Olimp Mazańcowice                                         | 3,50 =PB    |
| Pchnięcie kulą                | Marta Jaworowska OKLA StoraEnso Ostrołęka                                                         | 14,82 PB                        | Justyna Supińska PLKS WSP Szczytno                                                                  | 14,31       | Agnieszka Dudzińska RLTL ZTE Radom                                             | 14,26 PB    |
| Rzut dyskiem                  | Marta Jaworowska OKLA StoraEnso Ostrołęka                                                         | 51,44 PB                        | Agnieszka Dudzińska RLTL ZTE Radom                                                                  | 44,34 PB    | Alina Kieres AZS-AWF Katowice                                                  | 41,73       |
| Rzut młotem                   | Alicja Filipkowska KS Podlasie Białystok                                                          | 62,91 PB                        | Renata Wensierska MKS Hermes Gryfino                                                                | 54,81 PB    | Katarzyna Kopeć KKL Kielce                                                     | 54,01 PB    |
| Rzut oszczepem                | Urszula Kuncewicz MKS Sambor Tczew                                                                | 50,56                           | Anna Urbicka KL Iskra Białogard                                                                     | 50,55 SB    | Agnieszka Lewandowska AZS-AWFiS Gdańsk                                         | 50,17       |
| Chód na 10 000 m              | Agnieszka Sambor OTG Sokół Mielec                                                                 | 51:35,88                        | Anna Janusz LKS Delfin Połaniec                                                                     | 52:50,05    | Sylwia Boroń CWKS Resovia Rzeszów                                              | 52:51,63    |